# Ropica alboplagiata
Ropica alboplagiata är en skalbaggsart som beskrevs av Charles Joseph Gahan 1907. Ropica alboplagiata ingår i släktet Ropica och familjen långhorningar. Inga underarter finns listade i Catalogue of Life.